# Ugu
Ugu es un pueblo y nagar Panchayat situado en el distrito de Unnao en el estado de Uttar Pradesh (India). Su población es de 6318 habitantes (2011). 

## Demografía
Según el censo de 2011 la población de Ugu era de 6318 habitantes, de los cuales 3411 eran hombres y 2907 eran mujeres. Ugu tiene una tasa media de alfabetización del 74,54%, superior a la media estatal del 67,68%: la alfabetización masculina es del 81,85%, y la alfabetización femenina del 66,18%.